# Bellis annua
Bellis annua is een soort uit de composietenfamilie (Asteraceae). De eenjarige plant komt voor in het gehele Middellandse Zeegebied en op de Canarische Eilanden. 